# 御坂町
 御坂町（みさかちょう）は、山梨県中部、東八代郡に属した町である。

## 地理
甲府盆地の東南端に位置する。町域南部は御坂山地に属し、町域南西には笛吹川が流れる。町域東側には笛吹川の支流・金川が流れ、盆地へ至ると一宮町との境界を流れ笛吹川へ合流する。

## 歴史

### 先史・古代

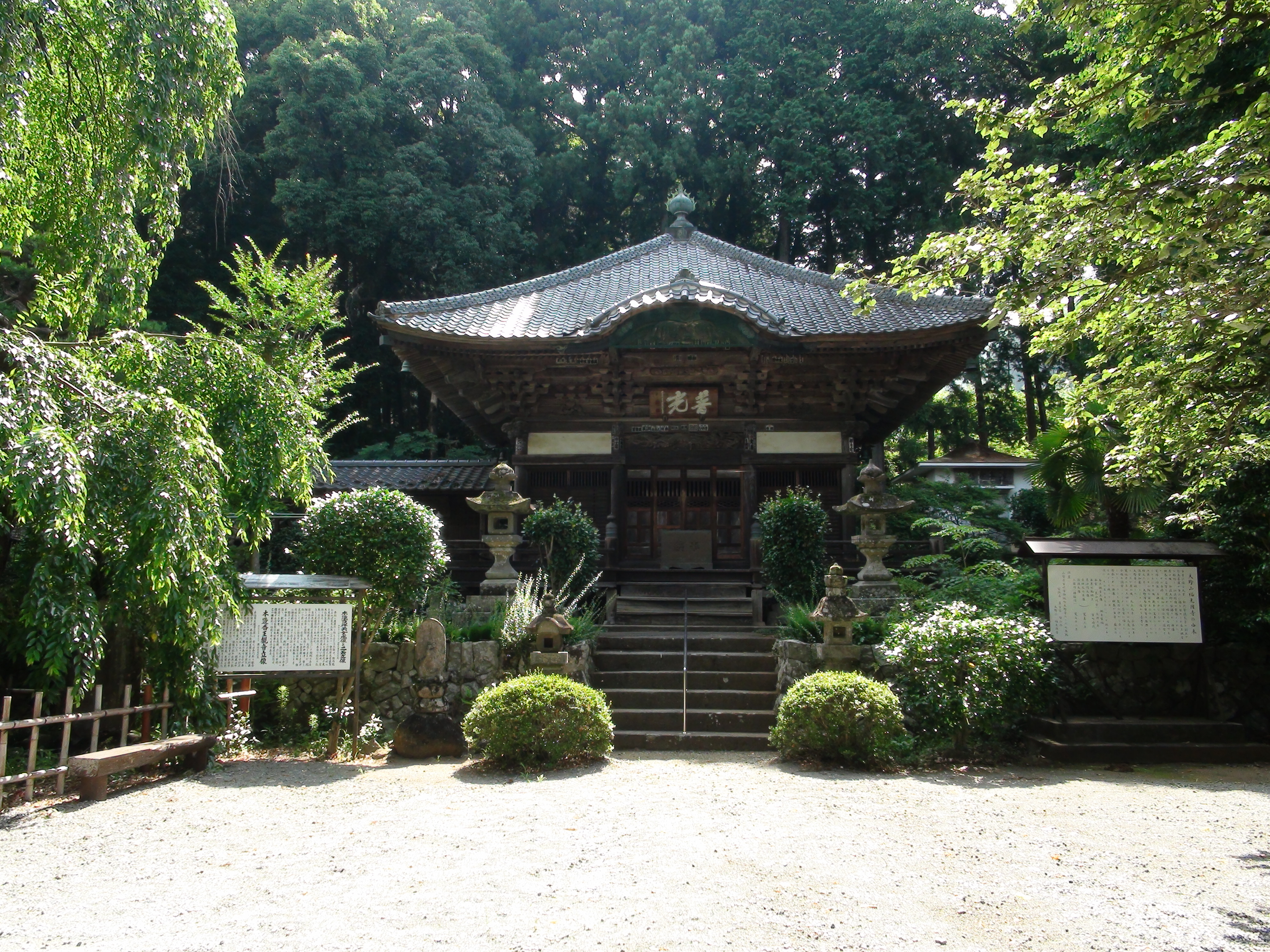
福光園寺

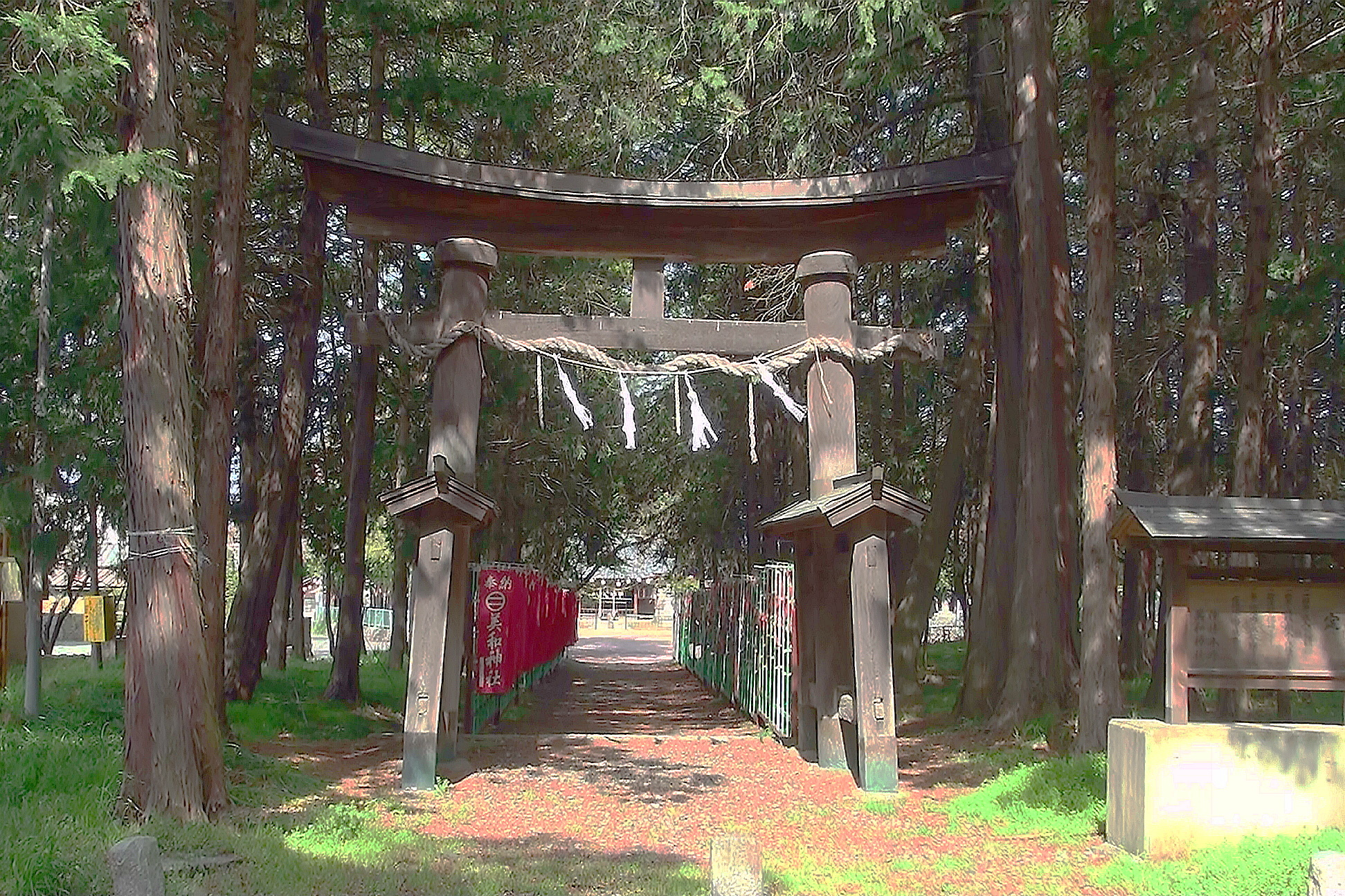
二宮美和神社

町域では旧石器時代の遺跡は確認されていないが、縄文時代の遺跡は御坂山地山麓や浅川・金川扇状地を中心に数多く分布している。
御坂山麓の花鳥山遺跡は県内で代表的な前期集落で、獣骨や魚骨、堅果やエゴマなど多様な動植物遺体が出土した遺跡として注目されている。扇状地域では、金川扇状地に中後期を中心とし特徴的な渦巻文土器などが出土している桂野遺跡があり、浅川扇状地には後晩期集落を中心とし配石遺構などが確認されヒスト大殊の出土した三光遺跡や、三本指の土偶が出土している中丸遺跡がある。
扇状地域には弥生時代の遺跡も分布し、古墳時代後期には横穴式石室を持つ姥塚古墳の存在があり、古墳後期から古代に至る甲府盆地における勢力の一角であったと考えられている。
町域には「国衙」地名もあり、古代甲斐国においては後期国府の所在地に比定され、南北に東海道支路である官道の甲斐路（御坂路）の道筋が比定されている。古代には在庁官人の三枝氏の勢力が及び、平安時代後期の保元2年（1157年）には大野重包（対馬守）、賢安を開山として大野寺の福光園寺が中興される。福光園寺には鎌倉時代の寛喜3年（1231年）に慶派の仏師・蓮慶により制作された吉祥天像が伝来しており、銘文によれば三枝氏を願主としたという。

### 中世
古代官道の甲斐路は中世には「鎌倉街道」と呼称された。鎌倉時代には時宗の二世・他阿真教が甲府から御坂峠を超えて都留郡上吉田（富士吉田市）を遊化しており、上黒駒には時宗寺院の称願寺が創建された。
戦国時代には鎌倉街道が軍道としても利用され、黒駒には黒駒関が設置された。天正10年（1582年）3月に武田氏は滅亡し、同年6月の本能寺の変により発生した「天正壬午の乱」においては、三河国の徳川家康と相模国の北条氏直が甲斐をめぐり敵対し、両軍は七里岩（韮崎市・北杜市）台上の城砦郡に布陣して対峙した。一方、後北条氏は都留郡を制圧すると、大将の北条氏忠は鎌倉街道沿いに御坂城を築城した。北条氏忠は御坂城から甲府盆地へ乱入し、黒駒（御坂町上黒駒・御坂町下黒駒）へ侵攻した。これに対して徳川方は迎撃軍を派遣し、後北条勢を撃退した（黒駒合戦）。

### 近世
近世には16か村が成立し、八代郡大石和筋に5か村、同郡小石和筋に11か村が属する。全村が幕府直轄領で、一部に旗本領も含まれる。甲府藩を経て、享保9年（1724年）に甲斐一円が幕府直轄領化になると在方は三分代官支配となり、町域は石和代官支配となる。また、町域には国中に分散していた御三卿領のうち田安家領も含まれる。
寛延3年（1750年）には東郡地域を中心とした米倉騒動が発生し、町域からは首謀者も出している。夏目原村出身の杉本茂十郎は甲州財閥の先駆者として知られ、同村出身の河野徳兵衛は農書「農事弁略」を著す。町域は盆地底部であるため水害の常襲地で、水論や水利刊行、雨乞など利水・治水に関する文書や伝承が数多く残されている。
近世後期の天保年間には町域をはじめ東国各地で農村の荒廃が起こるが、成田村出身の竹本屋幸右衛門は二宮尊徳に入門し、報徳仕法を導入し農村復興に務めた。幕末には上黒駒村出身の黒駒勝蔵が甲州博徒の代表格として知られる。勝蔵は竹居村（笛吹市八代町）の中村甚五郎・竹居安五郎兄弟の子分となり、甲州博徒の間では国分三蔵や祐天仙之助、また富士川舟運の権益を巡り駿河の清水次郎長と抗争を繰り広げた。さらに明治維新期に勝蔵は赤報隊に加わるが明治新政府により処刑されている。

### 近現代
近代には米麦栽培に養蚕に加えた生業形態が発達する。1883年（明治16年）には養蚕先進地へ研修生を派遣し、温度育などの技術を導入した。明治20年代には地主層を中心に製糸業も行われる。大正。昭和初期には小作組合が結成され、地主層と小作層の対立も発生する。1927年（昭和2年）には農民組合を支持母体とした大鷹貴祐が県会議員となる。
戦後は養蚕からモモ・ブドウの果樹栽培へ転換し、観光業も振興されている。1984年（昭和59年）には金川農村工業団地が操業する。

### 沿革
- 1955年（昭和30年）4月29日 - 錦生村・黒駒村が合併して御坂町が発足。
- 1957年（昭和32年）3月20日 - 石和町の一部（大字国衙・成田）を編入。
- 1958年（昭和33年）8月1日 - 花鳥村の一部（大字大野寺および竹居の一部）を編入。
  - 花鳥村の残部（大字奈良原および竹居の残部）は八代町に編入。
- 2004年（平成16年）10月12日 - 石和町・一宮町・八代町・境川村・東山梨郡春日居町と合併して笛吹市が発足。同日御坂町廃止。

## 交通

### 鉄道
町内には通っていなかった。中央本線石和温泉駅が最寄りであった。

### 道路
- 高速道路
  - 中央自動車道：一宮御坂インターチェンジ
- 一般国道
  - 国道137号
- 都道府県道
  - 山梨県道34号白井甲州線
  - 山梨県道211号山梨笛吹線
  - 山梨県道304号上黒駒石和線
  - 山梨県道305号竹居御坂線
  - 山梨県道311号栗合成田線

## 出身有名人
- 黒駒勝蔵 - 江戸時代の博徒。上黒駒村出身。
- 法印大五郎 - 江戸時代の博徒。二之宮村出身。
- 杉本茂十郎 - 江戸商人、三橋会所頭取。夏目原村出身。
- 穴山勝堂 - 日本画家
- 米山愛紫 - 作詞家、武田節の作詞を手掛ける。
- 網野善彦
- 三浦和義
- レミオロメン
- 前田タクヤ-音楽家、和太鼓奏者